# إرنست تشوكيت
إرنست تشوكيت هو كاتب وصحفي وطبيب وسياسي كندي، ولد في 18 نوفمبر 1862 في Saint-Mathieu-de-Beloeil ‏ في كندا، وتوفي في 29 مارس 1941 في مونت سان هيلير في كندا. نشط حزبياً في حزب كيبيك الليبرالي.